# 아즈마정 (도쿄부)
아즈마정(吾嬬町)은 도쿄부 미나미카쓰시카군에 일찍이 존재했던 정이다. 현재의 에도가와구의 서부, 가쓰시카군 남부에 해당한다.

## 역사
- 1889년 4월 1일 - 정촌제 시행에 수반해 미나미카쓰시카군 아즈마정이 성립하였다.
- 1932년 10월 1일 - 아라카와강 방수로 설치에 따라 이남은 고마쓰가와정, 오쿠도촌에 분할편입되어, 아즈
- 1914년 4월 1일 - 아라카와 방수로 설치에 따라 오키촌의 방수로 좌안(구 오하타촌, 기시타촌, 가미키시타가와촌, 시모키시타가와촌)이 편입됨.
- 1929년 5월 15일 - 데라시마정과 마을 경계 변경. 일부 지역을 교환하여 마을 구역이 확정됨.
- 1932년 10월 1일 - 미나미카쓰시카군 전체가 도쿄시에 편입되어, 아즈마정의 구역은 무코지마구가 되었다.
- 1947년 3월 15일 - 무코지마구, 혼조구와 합병해 스미다구가 신설되었다.

## 인구
- 1920년　 30,660
- 1925년　 59,921
- 1930년　 80,985

## 교통

### 철도
- 도부 철도
  - 도부 가메이도선
- 게이세이 전철
  - 게이세이 오시아게선

## 참고문헌
- 交詢社編『日本紳士録 第40版』交詢社、1936年。